# 성주 금봉리 석조비로자나불좌상
성주 금봉리 석조비로자나불좌상(星州 金鳳里 石造毘盧遮那佛坐像)은 대좌(臺座)와 광배(光背)를 모두 갖추고 있는 신라 후기에 만들어진 석조 비로자나불좌상이다.
1982년 5월 29일 경상북도의 유형문화재 제244호로 지정되었다가, 1992년 1월 15일 대한민국의 보물 제1121호 성주금봉리석조비로자나불좌상(星州金鳳里石造毘盧舍那佛坐像)으로 승격되었고,다. 2010년 8월 25일 현재의 명칭으로 변경되었다.

## 개요
진리의 세계를 두루 통솔한다는 의미의 비로자나불을 형상화한 것으로 대좌(臺座)와 광배(光背)를 모두 갖추고 있는 신라 후기에 만들어진 석조비로자나불좌상이다.
머리 위에는 넓직한 상투 모양의 머리(육계)가 있으며 얼굴은 둥글고 단정한 인상이다. 단아한 체구에 양 어깨를 감싼 옷은 부드럽게 흘러내리고 있으며, 높직한 무릎으로 인하여 신체는 안정감이 있어 보인다. 왼손 검지를 오른손으로 감싸쥔 손모양은 비로자나불이 취하는 일반적인 모습이다. 부처의 몸에서 나오는 빛을 형상화한 광배는 머리광배와 몸광배로 구분하였는데, 머리광배에는 연꽃무늬를 몸광배에는 불꽃무늬와 작은 부처를 세밀하게 조각하였다. 불상이 앉아있는 대좌는 상대·중대·하대로 이루어진 8각 원당형대좌로 사자와 구름무늬를 새겨 넣었다.
중대의 북 모양이나 상대·하대에 새겨진 연꽃무늬는 표현기법에서 대구 동화사 비로암 석조비로자나불좌상(보물 제244호)의 양식을 이어받은 작품으로 보인다.

## 같이 보기
- 대구 동화사 비로암 석조비로자나불좌상 - 보물 제244호

## 참고 문헌
- 성주 금봉리 석조비로자나불좌상 - 국가유산청 국가유산포털